# Cantarins
Els cantarins (Cantharinae) són una subfamília de coleòpters polífags de la família dels cantàrids

## Gèneres
- Tribus: Cantharini Imhoff, 1856
  - Gèneres: Ancistronycha - Armidia - Atalantycha - Athemus - Boveycantharis - Cantharis - Cantharomorphus - Cordicantharis - Cratosilis - Cultellunguis - Cyrtomoptera - Metacantharis - Occathemus - Pakabsidia - Podistra - Rhagonycha - Rhaxonycha - Sinometa - Themus
- Tribus: Podabrini Gistel, 1856
  - Gèneres: Asiopodabrus - Dichelotarsus - Hatchiana - Micropodabrus - Podabrus
  - Gèneres: incertae sedis: †Hoffeinsensia - †Sucinocantharis